# Rameau dorsal du nerf ulnaire
Le rameau dorsal du nerf ulnaire (ou branche cutanée dorsale de la main) est un nerf de l'avant-bras.

## Origine
Le rameau dorsal du nerf ulnaire est une branche terminale du nerf ulnaire qui nait environ 5 cm. au-dessus du poignet au même niveau que le rameau palmaire du nerf ulnaire.

## Trajet
Le rameau dorsal du nerf ulnaire passe en arrière du tendon du muscle fléchisseur ulnaire du carpe et sur la face dorsale du processus styloïde de l'ulna. Il perfore le fascia profond pour devenir superficiel et longe la face ulnaire du dos du poignet et de la main.
Il donne les nerfs digitaux dorsaux des troisième et quatrième espaces interdigitaux et le nerf digital dorsal interne du cinquième doigt.

### Remarque
Certains auteurs considèrent les rameaux superficiel et profond du nerf ulnaire comme les branches terminales du nerf ulnaire et que le nerf ulnaire lui-même se poursuit jusqu’en dessous du rétinaculum des fléchisseurs.